# Circondario di San Miniato
Il circondario di San Miniato era uno dei circondari in cui era suddivisa la provincia di Firenze, esistito dal 1865 al 1927.

## Storia
Con l'Unità d'Italia la suddivisione in province e circondari stabilita dal Decreto Rattazzi non fu estesa alla Toscana, dove si dovette attendere la Legge Lanza (1865).
Nel 1925 alcuni comuni, fra cui il capoluogo, furono trasferiti alla provincia di Pisa; il circondario rimasto fiorentino mutò nome in circondario di Empoli, nuovo capoluogo.
Il circondario di Empoli fu abolito, come tutti i circondari italiani, nel 1927, nell'ambito della riorganizzazione della struttura statale voluta dal regime fascista. Tutti i comuni che lo componevano rimasero in provincia di Firenze.

## Geografia antropica

### Suddivisioni amministrative
Nel 1865, la composizione del circondario era la seguente:
- mandamento I di Castelfiorentino
  - comuni di Castelfiorentino; Certaldo
- mandamento II di Castelfranco di Sotto
  - comuni di Castelfranco di Sotto; Montecalvoli; Santa Croce sull'Arno; Santa Maria in Monte
- mandamento III di Cerreto Guidi
  - comuni di Cerreto Guidi; Vinci
- mandamento IV di Empoli
  - comuni di Capraia e Limite; Empoli; Montelupo Fiorentino
- mandamento V di Fucecchio
  - comune di Fucecchio
- mandamento VI di San Miniato
  - comuni di Montopoli in Val d'Arno; San Miniato
- mandamento VII di Montaione
  - comune di Montaione